# Wombeyan Caves

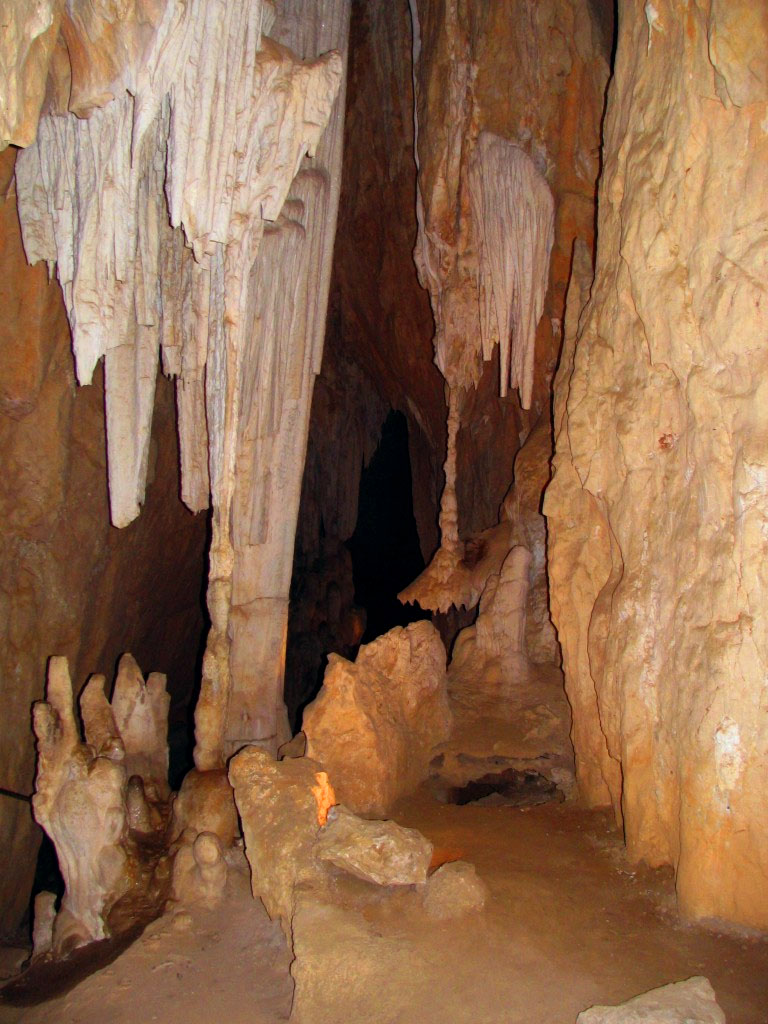
Das Innere der Fig Tree Cave

Die Wombeyan Caves sind Tropfsteinhöhlen in der Wombeyan Karst Conservation Reserve. Diese Tropfsteinhöhlen waren das erste Höhlensystem in Australien, das 1865 unter Naturschutz gestellt wurde.

## Lage
Die Höhlen liegen 176 Kilometer von südwestlich Sydney und etwa 50 km nördlich von Goulburn im Osten des australischen Bundesstaates New South Wales. Erreichbar sind sie über die Wombeyan Caves Road, deren östliches Ende am Old Hume Highway in Mittagong liegt und deren westliches Ende sich bei Richlands an der Goulburn-Oberon Road befindet. Die Höhlen befinden sich näher am westlichen Ende der Straße in einem Karstgebiet aus Kalkstein, in der 345 Hektar großen Wombeyan Karst Conservation Reserve.

## Entdeckungsgeschichte
Das Gebiet der Wombeyan Caves war den Aborigines lange vor der europäischen Kolonisation bekannt und Namen der Höhlen gehen auf sie zurück. Beispielsweise bedeutet Wombeyan grasbewachsenes Tal zwischen Bergen (engl.: grassy valley between mountains). Von Europäern entdeckt wurden die Höhlen 1828 auf der Expedition von John Oxley und John Macarthur, die Weideland suchten. 1842 erkundete der Pastor Denning als erster Europäer den Fig Tree Cave. 1865 erforschte Charles Chalker das Höhlensystem genauer und entdeckte neun Haupthöhlen, darunter Basin Cave, Tinted Cave, Glass Cave, Forest Creek Cave, Guineacor Cave und Grants Cave. Verschiedene dieser Höhlen sind nicht für die Öffentlichkeit zugänglich. Nach dieser Erforschung wurde es zum Naturschutzgebiet erklärt, dem ersten Schutzgebiet von Tropfsteinhöhlen in Australien. 1932 erfolgte die erste Elektrifizierung von Höhlen.

## Tourismus
Bereits 1865 wurde ein schriftlicher Touristen-Führer über die Tropfsteinhöhlen verfasst. Im Gebiet der Höhlen wurde 1889 das erste Gästehaus erbaut, das 1900 erweitert wurde. Diese Gebäude brannten 1934 ab. 1960 wurde ein Gebäude für die Verwalter des Naturschutzgebiets, 1960 ein Postbüro, 1954 ein Kiosk, 1956 ein Tennisplatz 1956 und 1960 Wetterschutzbaulichkeiten für Camper und Tagesausflügler 1960 errichtet.
Die Tropfsteinhöhlen sind eine Touristenattraktion, ein Naherholungsgebiet für Menschen und ein Rückzugsgebiet für gefährdete Tierarten, z. B. einige Arten von Wallabys, Vögeln, Possums und Wombats.
Bei den Höhlen finden sich etliche Zeltplätze, ein Kiosk, ein öffentliches Telefon, eine Kochgelegenheit und andere Einrichtungen. Eine Parkranger-Station liegt an einem der Zeltplätze. Die Aufgaben der Ranger sind die Erhebung der Gebühr für das Zelten, der Schutz der Besucher vor wilden Tieren, der Schutz der örtliche Flora und Fauna, die Beantwortung von Fragen der Gäste und die Verfolgung von Beschwerden.
Eine der Höhlen ist der Victoria Arch, der wegen  seiner Nähe zum Zeltplatz sehr beliebt ist, eine andere die Fig Tree Cave, die man auf dem Foto oben sehen kann. Die Wollondilly Cave, die Mulwaree Cave und die Kooringa Cave sind weitere Höhlen in der Gegend.
Auch der in der Nähe verlaufende Bach, die Wasserfälle und einige kleinere Höhlen in den weiten Waldgebieten der Gegend werden gerne besucht.
Es gibt zwar strenge Vorschriften über den Kontakt zwischen Besuchern und Wildtieren, aber diese werden dennoch zusehends zahm. Etliche Vogelarten, hauptsächlich Elstern und Hirtenmainas, kommen oft in direkten Kontakt mit den Besuchern, kommen oft auf weniger als 30 cm heran und betteln um Futter vom Tisch der Camper. Auch die zahlreichen Känguruherden werden mehr und mehr zutraulich, kommen bis auf wenige Meter an den Zeltplatz heran und zeigen keinerlei Scheu. Die Besucher finden dies zwar größtenteils possierlich, aber die Langzeitauswirkungen auf das Verhalten der Tiere geben doch Anlass zur Besorgnis.
Etliche Gruppen von Höhlenforschern aus New South Wales besuchen die Wombeyan Caves regelmäßig. Sie unternehmen verschiedene, von den Behörden genehmigte Expeditionen in die Höhlen.